# Domní de Laodicea
Domní de Laodicea (en llatí Domninus, en grec Δομνίνος) fou un jurista grecoromà que va viure una mica abans que Justinià I o al començament del seu regnat. Podria ser la mateixa persona a qui l'emperador Zenó va dirigir un rescripte.
Fou comentador dels codis Gregorià, Hermogenià, i Teodosià. Teodor, un jurista contemporani de Justinià I, l'anomena "el meu mestre molt preuat". Un jurista de nom Domnus és esmentat per Libani, però era una persona diferent. Nicolau Comnè Papadopoli diu que va escriure també uns comentaris a les Novellae de Constantí, però aquest autor és poc fiable.